# Chantal Dällenbach
Chantal Dällenbach (geb. Fontaine; * 24. Oktober 1962 in Saint Denis auf La Réunion) ist eine französisch-schweizerische Langstreckenläuferin.

## Sportlicher Werdegang
Mit ihrer Zeit von 2:28:27 h, gelaufen 2002 als Vierte beim Paris-Marathon, hielt sie den aktuellen Landesrekord im Marathon bis 2008, als Christelle Daunay die Marke beim Osaka Women’s Marathon um drei Sekunden verbesserte.

Ausserdem gewann sie 2002 den Jungfrau-Marathon. 1996 nahm sie an den Olympischen Sommerspielen in Atlanta teil und belegte im 10'000-Meter-Lauf den 15. Platz in ihrem Vorlauf, womit sie den Final verpasste.
Chantal Dällenbach besitzt ausser der französischen auch die Schweizer Staatsbürgerschaft.
Sie wurde dreimal französische Marathonmeisterin (1995, 2000, 2001) und gewann 1997 sowie 2001 die Schweizer Meisterschaft über die Halbmarathondistanz.
2002 wurde sie Schweizer Meisterin im Marathon, ausserdem gewann sie fünfmal die Schweizer Meisterschaft im 10'000-Meter-Lauf.